# Schloss Stegen-Weiler

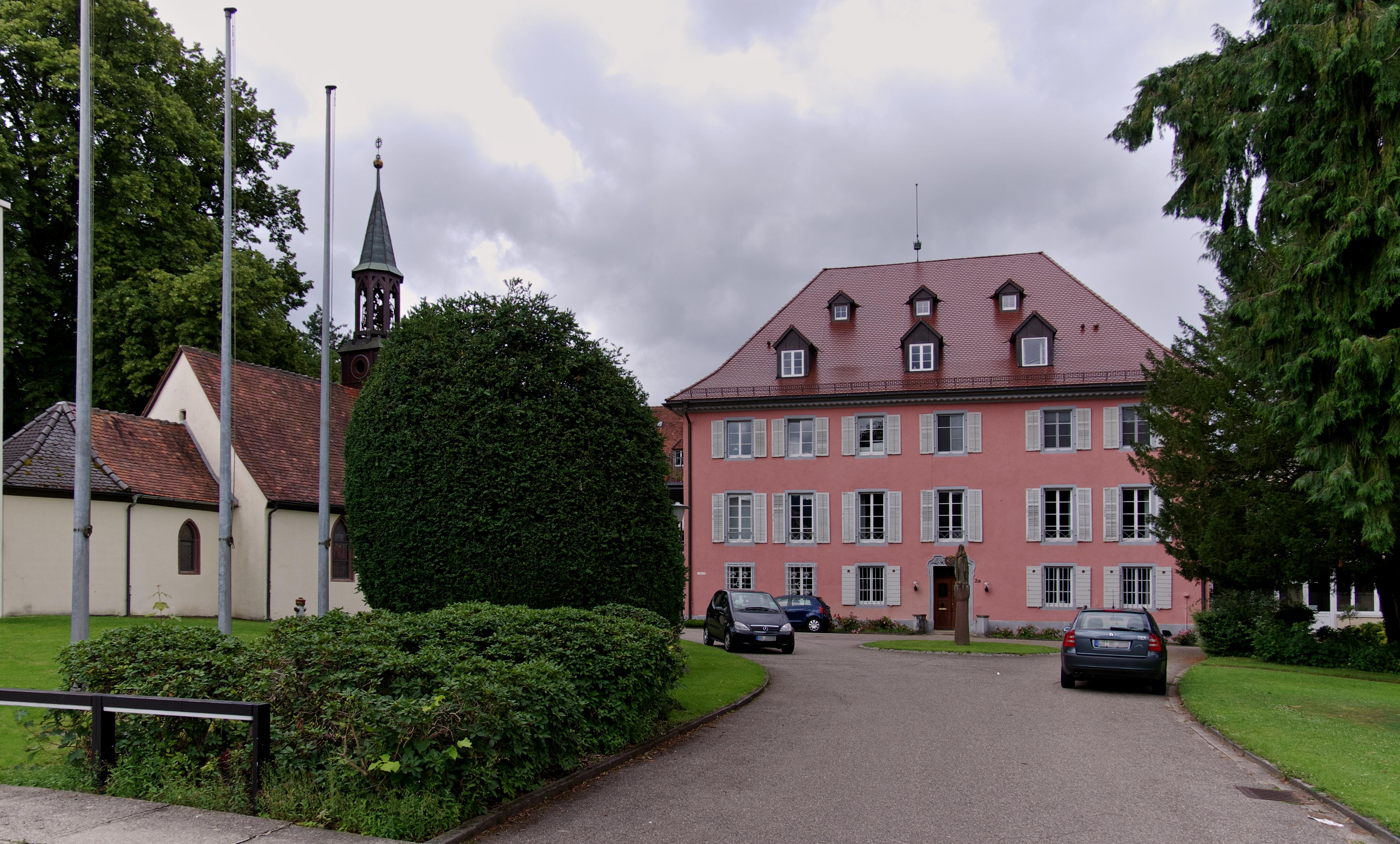
Blick von Osten

Das Schloss Stegen-Weiler war spätestens vom Hochmittelalter an bis zur Bauernbefreiung ein Herrensitz in der heutigen Gemeinde Stegen am Nordrand des Dreisamtals, einige hundert Meter südlich des Dreisamzuflusses Eschbach. Heute steht auf dem Gelände das Kolleg St. Sebastian. Als Schloss im engeren Sinn wird heutzutage das aus der Barockzeit stammende Hauptgebäude bezeichnet.

## Geschichte
Um das Jahr 1000 besaß das Kloster Einsiedeln Land am Nordrand des Dreisamtals zwischen Ebnet im Westen über den Ort Eschbach bis zum Ibenbach, einem Zufluss des Wagensteigbachs, im Osten, also im Gebiet des heutigen Stegen. Vermutlich als Vögte des Klosters Einsiedeln gewannen die Herren von Weiler hier Einfluss. Sie wurden später Ministerialen der Herzöge von Zähringen und sind 1112 und 1113 im Rotulus Sanpetrinus genannt, wo Reginhard de Wilare, Reinhard von Weiler, Schenkungen Herzog Bertholds III. an das Kloster St. Peter auf dem Schwarzwald und Wido de Wilare eine Weihe des Klosters bezeugt. Aus der Familie von Weiler gingen im 12. Jahrhundert die Herren von Falkenstein hervor, doch werden weiterhin Personen des Namens von Weiler genannt, so als Ratsherren der Stadt Freiburg im Breisgau, zuletzt Hans Ulrich Meyer von Wyler, der 1464 Bürgermeister von Freiburg wurde und 1480 ohne männlichen Nachkommen starb. Seine Tochter heiratete Hans von Reischach († um 1524).
Um diese Zeit gehörte die Stegener Gegend zu Vorderösterreich, und Erzherzog Siegmund belehnte Hans von Reischach mit der Herrschaft Weiler. Die Reischachs erbauten zu Anfang des 16. Jahrhunderts an der Stelle des Meierhofs ein befestigtes Schloss. Spätestens aus dieser Zeit stammt auch die dem heiligen Sebastian geweihte Schlosskapelle; ein Fenstersims der Kapelle trug – heute nicht mehr sichtbar – die Jahreszahl 1504. Die Gottesdienste wurden von Priestern der Pfarrei St. Gallus (Kirchzarten) und des Klosters St. Peter sowie ab 1786, nachdem Eschbach kirchenrechtlich aus St. Gallus herausgelöst worden war, von Priestern der dortigen Pfarrei St. Jakobus versehen. In der Reischacher Zeit taucht erstmals der Name Stegen auf, wohl von Stegen über die sich hier vereinigenden Dreisamursprünge Rotbach und Wagensteigbach: „Am Zinstag nach St. Gallentag im Fünfzehenhundert und zehenden Jahr nach Brauch und Herkommen Dinggericht […] gehalten ist worden […] zu Yben und Stegen mit zeitigem wohlerwegnem Rate, besonders auch mit Wissen und Willen des edlen und gestrengen Herrn von Reyschachs.“

Das Schloss von 1500 bis 1900
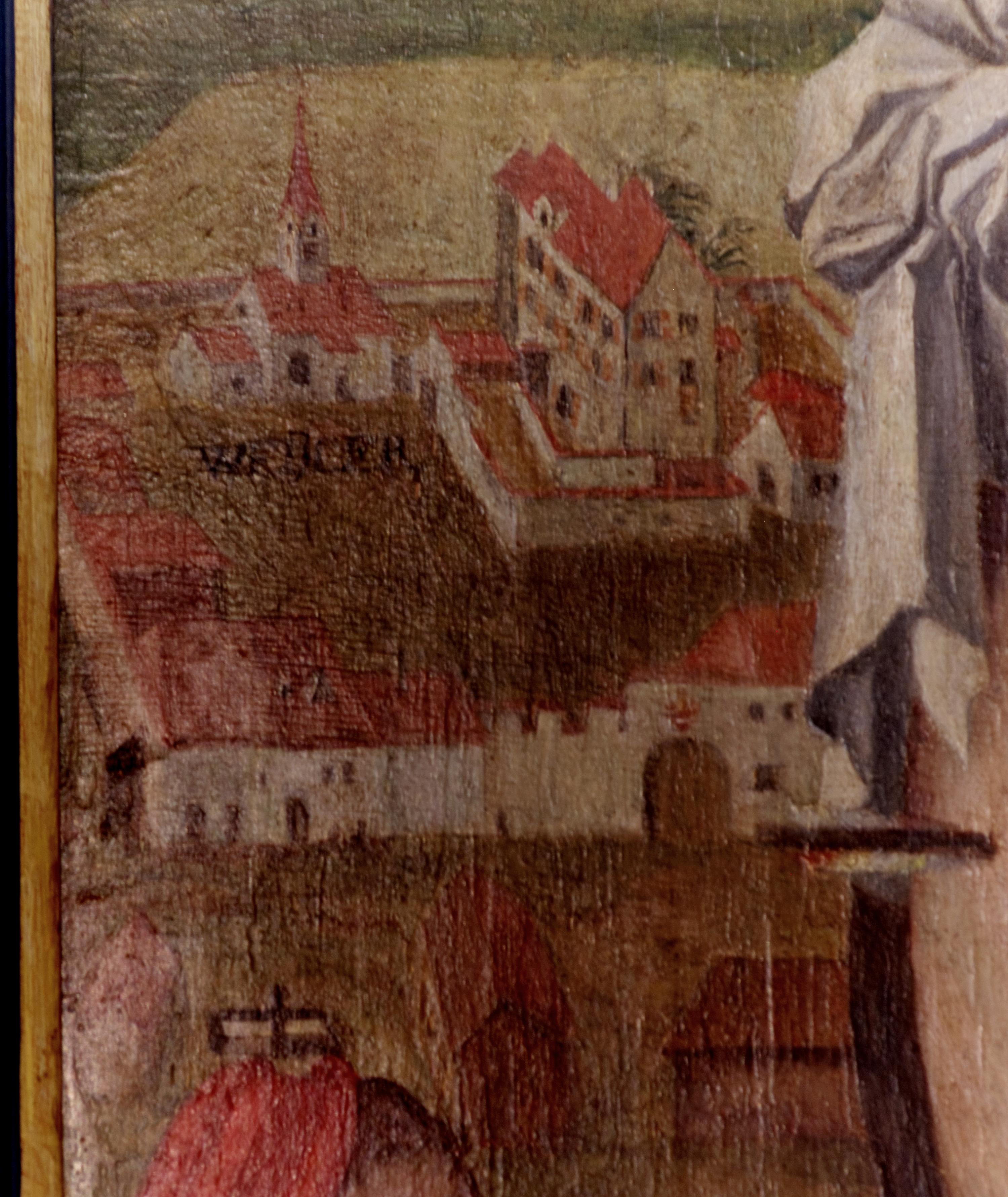
Aus der Sebastians-Tafel, 1. Hälfte des 16. Jahrhunderts
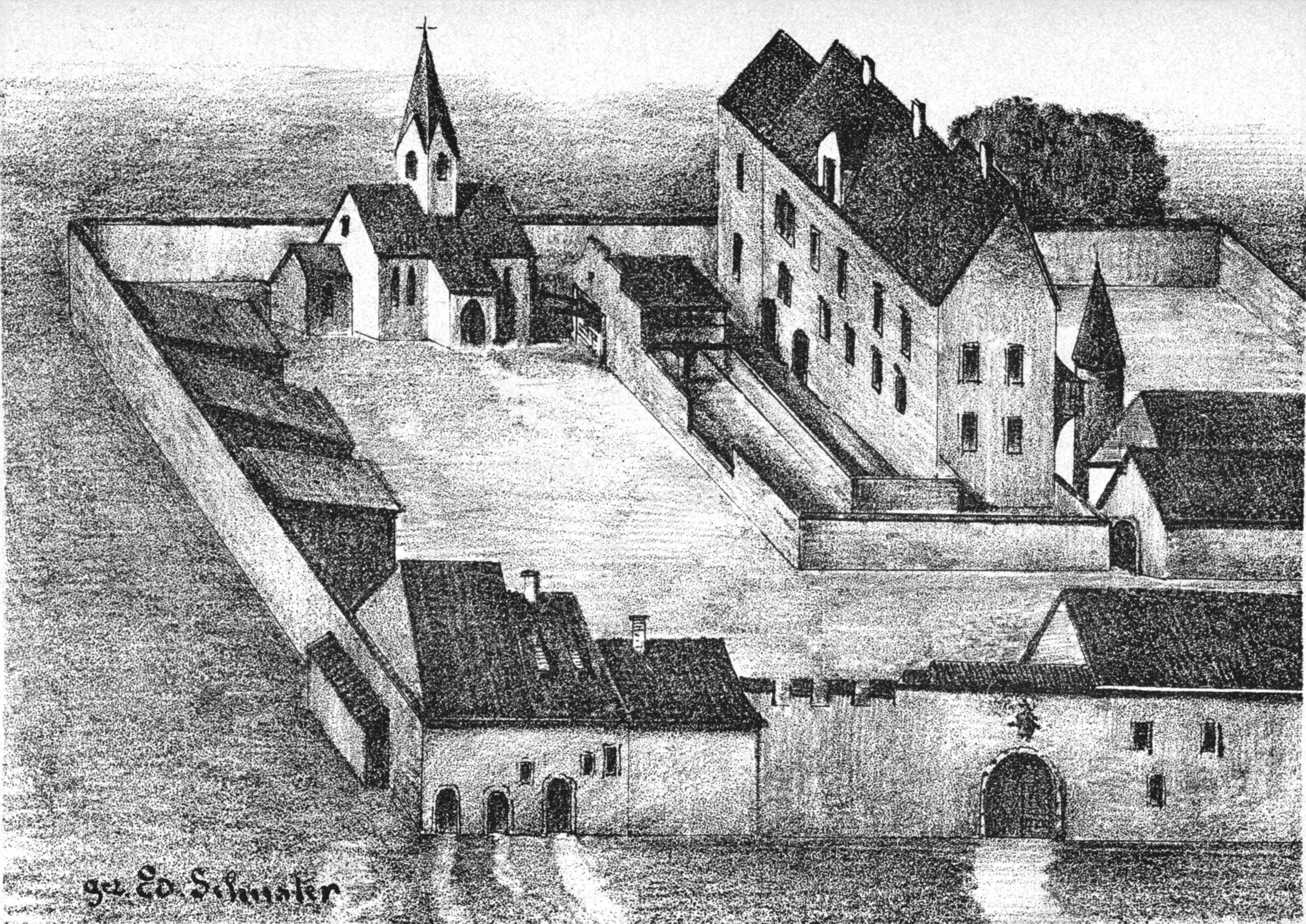
Aus der Sebastians-Tafel, Umzeichnung Eduard Schusters um 1900
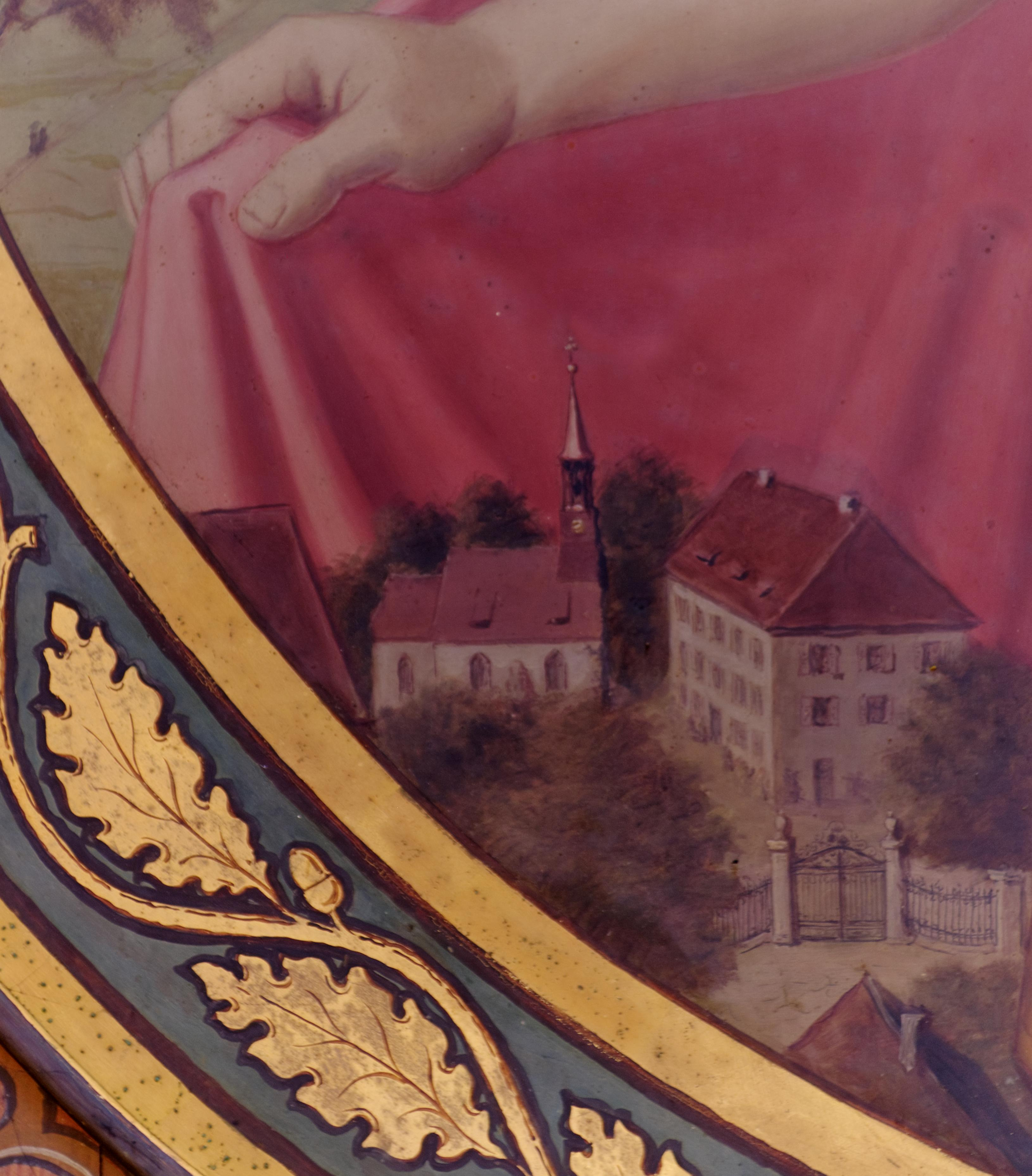
Aus dem Deckenbild Joseph Schultis' von 1893–1894
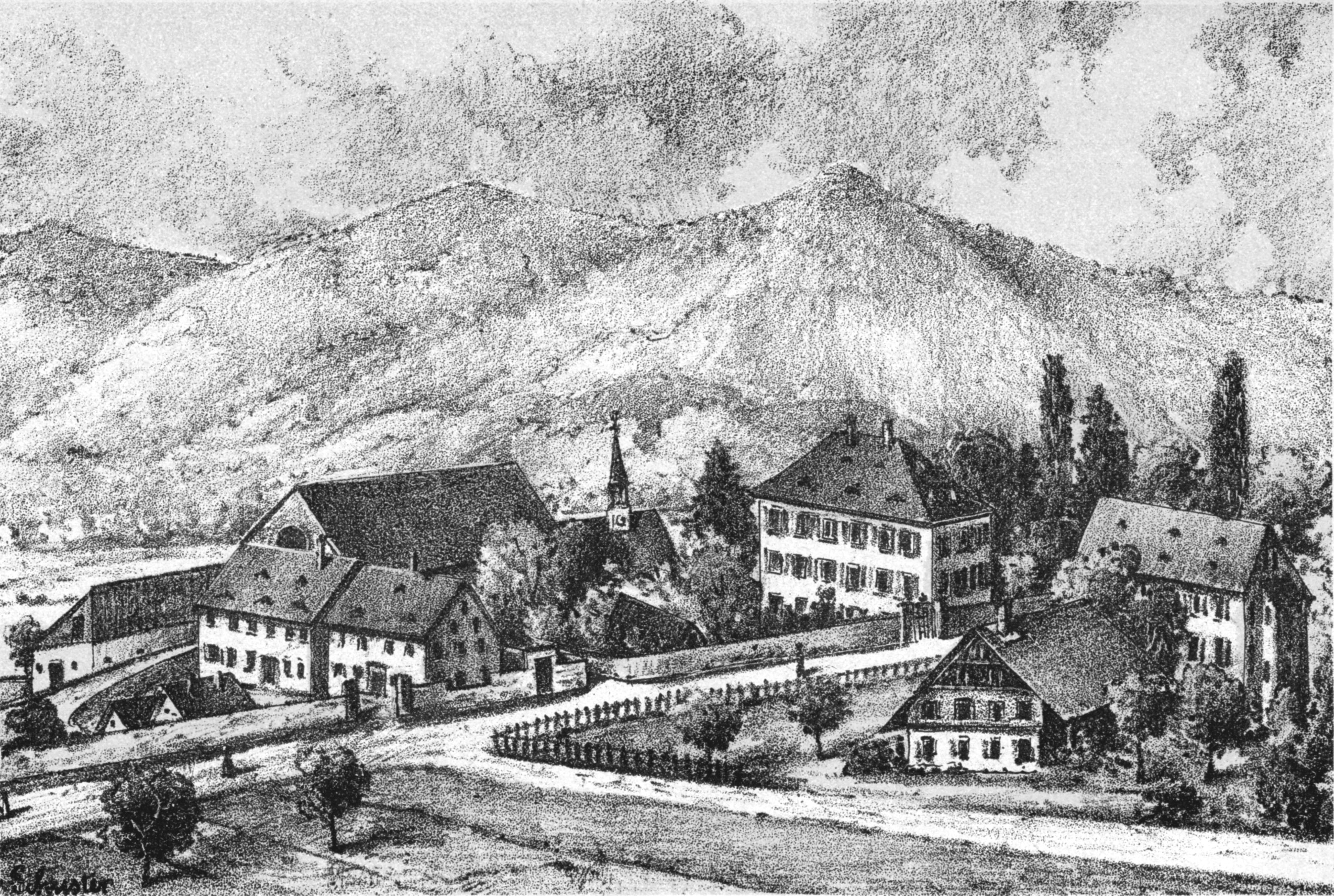
Zeichnung Eduard Schusters um 1900

Als Eucharius von Reischach 1596 ohne männlichen Erben starb, gab Kaiser Rudolf II. Weiler dem erzherzoglichen Sekretär Dr. Justinian Moser († 1633) zu Lehen, der sich seitdem Justinian Moser von Weiler nannte. Gut hundert Jahre blieb Weiler bei der Familie Moser zu Weiler. Das Schloss, im Dreißigjährigen Krieg zerstört, wurde von Maria Clara Anna Moserin zu Weyler († 1657) und ihren Kindern über den erhaltenen mächtigen Kellern wieder aufgebaut.
Abermals heimgefallen, kam Weiler „mit Gerechtsamen, Gefällen, Gebäuden, Wald, Feld, Matten etc.“ 1702 an Johann Friedrich von Kageneck (1633–1705), der auch Besitz in Munzingen hatte und das Schloss Munzingen erbaute und bewohnte. Die Grafen von Kageneck spielten „eine führende Rolle in [Freiburg] wie im gesamten vorderösterreichischen Breisgau, bis der Preßburger Friede 1805 den überkommenen Verhältnissen ein jähes Ende setzte und ein neues Zeitalter für den bisher führenden Adel am Oberrhein anbrechen ließ“. Die Kagenecks des 18. Jahrhunderts mieden allerdings das baulich schlechte Schloss Weiler. Erst der Gründer der Stegener Linie, Philipp Joseph von Kageneck (1788–1850), aus der vierten Generation nach Johann Friedrich, zog nach Weiler. Er ließ 1841–1843 die alten Wehranlagen und Wirtschaftsgebäude niederreißen, neue Gebäude errichten und auf das barocke Schloss ein drittes Stockwerk aufsetzen. Auch die Schlosskapelle wurde restauriert. Sie erhielt dabei neugotische Altäre. Philipp Josephs Enkel Maria Franz Xaver Philipp Joseph (1860–1895) und Ernst Maximilian Philipp (1861–1946) ließen die Kapelle zur Feier der Primiz des letzteren 1893–1894 ein weiteres Mal restaurieren. „Die erst 50 Jahre zuvor geschaffenen neugotischen Altäre werden durch altgotische Flügelaltäre ersetzt, die die beiden gräflichen Brüder mit gutem Gespür bei einer Kunstauktion in München erworben hatten.“

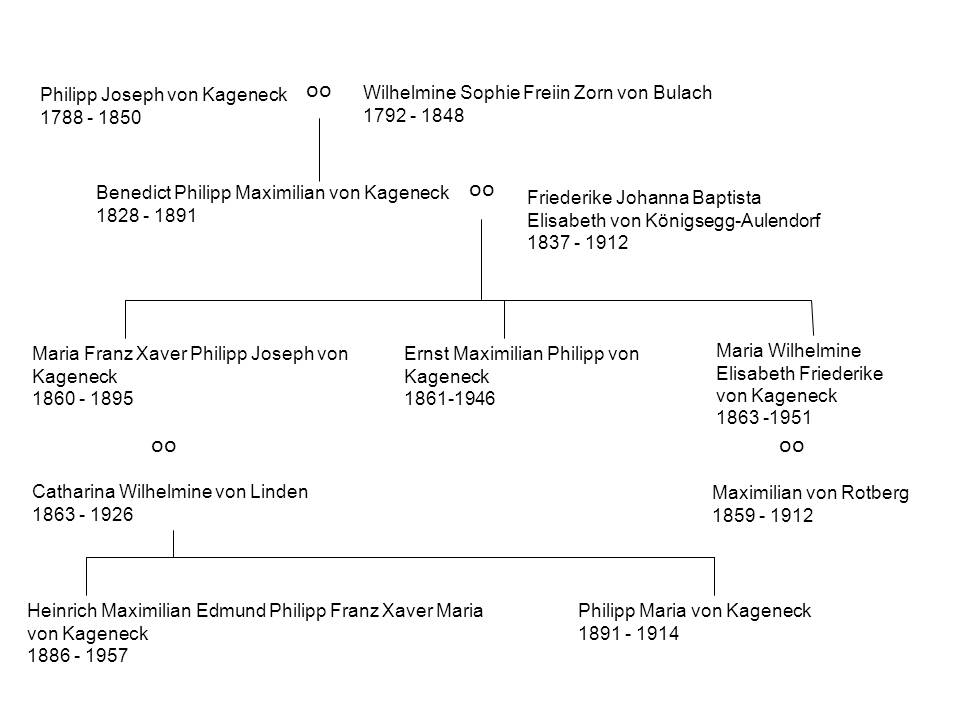
Die Stegener Linie der Kagenecks

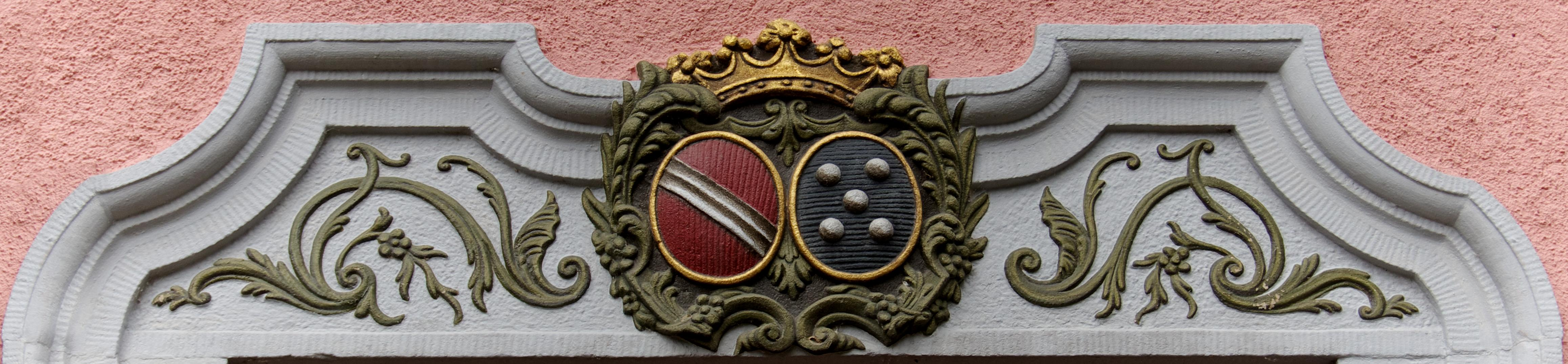
Allianzwappen Kageneck und Sickingen am Hauptportal des Schlosses

Im Jahr 1928, nach dem Tod seines Bruders und seiner Schwägerin Catharina Wilhelmine geb. von Linden (1863–1926), verpachtete Ernst Maximilian Philipp den Besitz an das 1927 gegründete Freiburger Ausbildungshaus der Herz-Jesu-Priester. Im Zweiten Weltkrieg wurden Soldaten einquartiert, später Kinder aus dem Ruhrgebiet und Bombengeschädigte, nicht zuletzt Opfer des Luftangriffs auf Freiburg am 27. November 1944, untergebracht. Nach dem Krieg entstand ein Gymnasium, das die Schüler zunächst nur bis zur Mittleren Reife, ab 1966 bis zum Abitur führte und sich seit 1966 nach dem Patron der Kapelle „Kolleg St. Sebastian“ nennt. Nach und nach erwarben die Herz-Jesu-Priester den Besitz von den Kagenecks käuflich. Neben anderen Umgestaltungen und Erweiterungen wurde 1959 bis 1961 auf dem Gelände eine neue Herz-Jesu-Pfarrkirche für die 1958 von St. Jakobus (Eschbach) abgetrennte Pfarrkuratie (seit 1970 Pfarrei) Stegen errichtet. Die Kapelle wurde 1970, 1982–1983 und zuletzt 1997–2000 instand gesetzt. 1999 übergaben die Herz-Jesu-Priester ihre Schule an die Schulstiftung der Erzdiözese Freiburg, der sie Gelände und Gebäude kostenlos zur Nutzung überlassen.

## Profane Gebäude
Aus der Zeit bis zu den Kagenecks stammen auf dem weitläufigen, teils parkartigen, zum Teil von einer Mauer umgebenen Gelände das Hauptgebäude, das Schloss im engeren Sinn, südöstlich davon die Kapelle und weiter östlich das von den Kagenecks errichtete, seit der Nutzung durch die Herz-Jesu-Priester so genannte Brüderhaus, ferner nördlich außerhalb der Ummauerung, jenseits der Stegener Hauptstrasse, das ebenfalls von den Kagenecks errichtete Tantenhaus. Das Schloss beherbergt heute die Verrechnungsstelle für katholische Kirchengemeinden des Erzbistums Freiburg sowie private Wohnungen, das Tantenhaus ebenfalls private Wohnungen. Im Tantenhaus wohnte einige Zeit Heinrich Maximilian Edmund Philipp Franz Xaver Maria von Kageneck (1886–1957), mit dem die Stegener Linie ausstarb. Über den Eingängen zum Schloss und zum Tantenhaus ist das Kagenecksche Wappen angebracht, ein silberner Schrägbalken im roten Schild. Der Schlosseingang zeigt das barocke Allianzwappen des Ortsherrn Joseph Anton von Kageneck (1701–1747) und seiner Gattin Luzia Josepha von Sickingen (1703–1751), Tochter des kurpfälzischen Konferentialministers Johann Ferdinand von Sickingen († 1719). Joseph Anton von Kageneck stand im Ruf großer Frömmigkeit und Wohltätigkeit gegenüber den Armen.

## Schlosskapelle

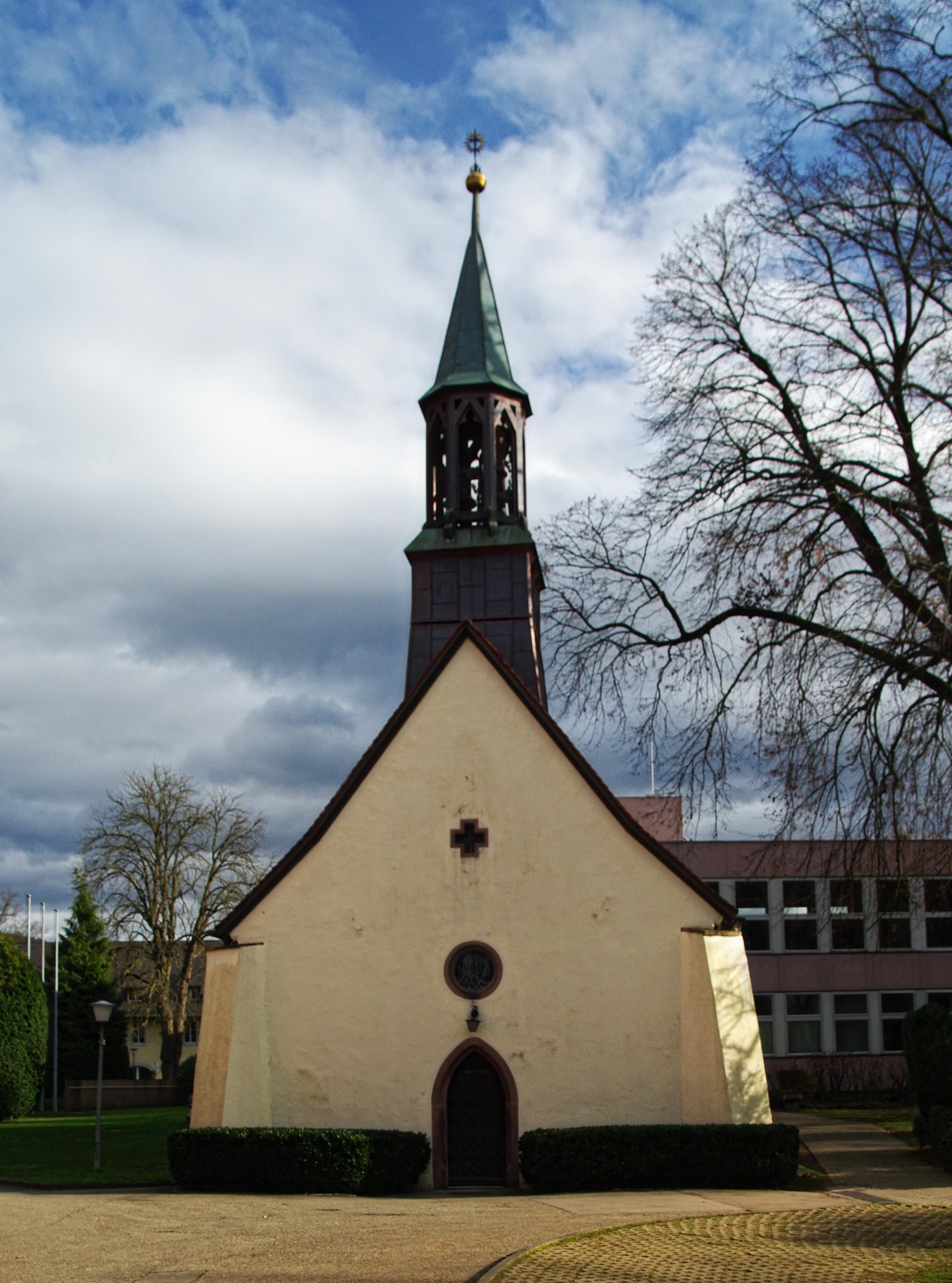
Westfassade der Schlosskapelle

### Gebäude

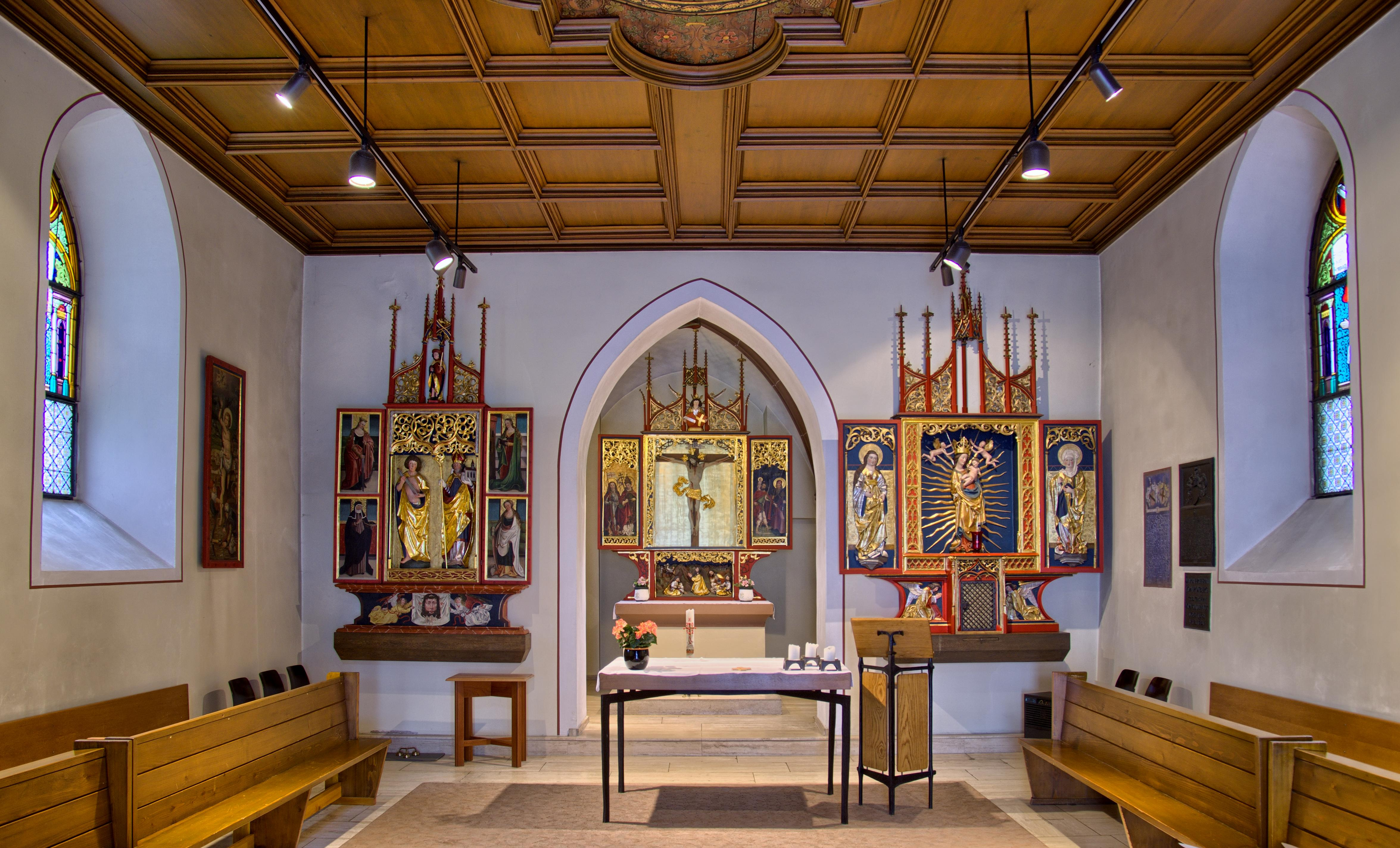
Innenraum der Schlosskapelle

#### Äußeres
Sie ist das älteste, im Kern mittelalterliche Gebäude des Komplexes. Kirchenrechtlich gehört sie zur römisch-katholischen Pfarrei Herz Jesu der Seelsorgeeinheit Dreisamtal. Von West nach Ost reihen sich das Schiff mit je zwei spitzbogigen Fenstern in den Seitenwänden, der eingezogene, gerade schließende Chor mit je einem spitzbogigen Fenster in den Seitenwänden und eine 1982–1983 angebaute Sakristei. 
In der Westfassade, beidseits von schräg angesetzten Strebepfeilern begrenzt, öffnet sich das spitzbogige Portal, darüber ein Rundfenster und schließlich der Dachreiter. An der Südwand lehnen neben einer neugotischen Personifikation der Fides, des Glaubens, die stark abgetretenen Grabplatten der Maria Clara Anna Moser und des 1702 gestorbenen Christian Moser, darüber eine Sandsteintafel mit der Inschrift: „Zum Andenken an die hier bestattete Familie Moser sowie an alle Familien des Gutes Weiler zu Stegen, die im Laufe von 700 Jahren diese Schloßkapelle erhalten und ausgeschmückt haben. Stegen 1982 Die Herz-Jesu-Priester.“
Ein Dachreiter, auf spätmittelalterlichen Bildern etwa in der Mitte des Schiffs, steht jetzt über dem Westende. Er enthält einen Glockenstuhl mit drei Glocken aus Bronze, von denen eine aus dem Jahr 1731 stammt.
| Nr. | Gießer                      | Gussjahr | Durchmesser | Gewicht | Schlagton |
| --- | --------------------------- | -------- | ----------- | ------- | --------- |
| 1   | F. W. Schilling, Heidelberg | 1955     |             | 205 kg  | es″-2     |
| 2   | Nikolaus Rosier II          | 1731     | 610 mm      |         | f″+1      |
| 3   | F. W. Schilling, Heidelberg | 1955     |             | 084 kg  | as″-1     |

#### Innenraum
Der einschiffige Raum besitzt einen Travertinfußboden von 1970 und seit der 1893–1894er Renovierung eine braune, hölzerne Kassettendecke mit einem darin eingelassenen Rundbild des heiligen Sebastian von Joseph Schultis, vermutlich demselben Maler, der 1902 in der Freiburger Lorettokapelle arbeitete. Sebastian, zwei Pfeile und einen Palmzweig in der linken Hand, hält mit der rechten seinen Mantel schützend über Schloss Stegen-Weiler. Hinter dem Triumphbogen öffnet sich der Chor mit einem Kreuzrippengewölbe auf Diensten, deren Kapitelle denen der Wandarkaden der Portalvorhalle des Freiburger Münsters nachgebildet scheinen und wie der Schlussstein mit dem Wappen der Kagenecks bei deren Renovierungen entstanden sein könnten.

Fenster des Schiffs
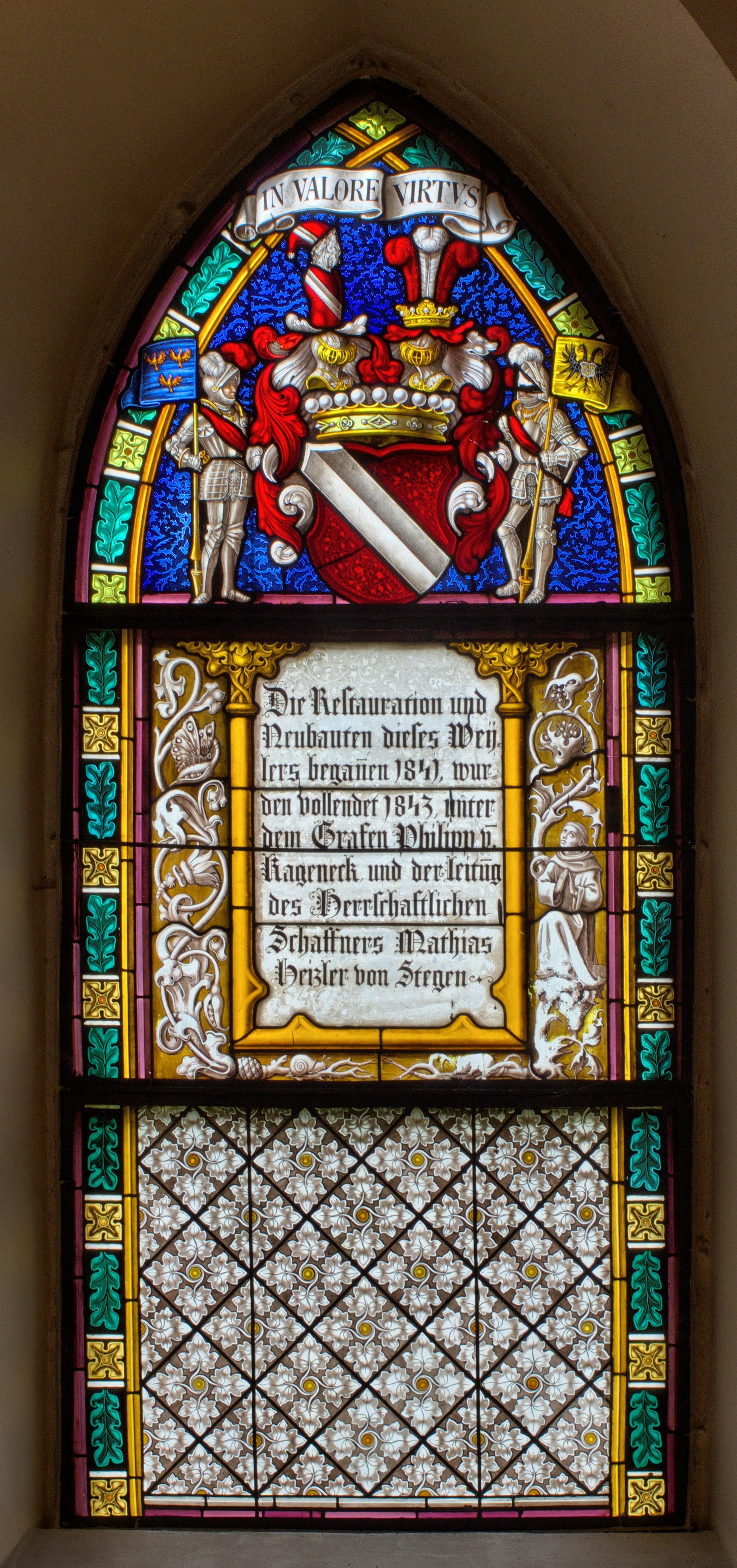
Links hinten
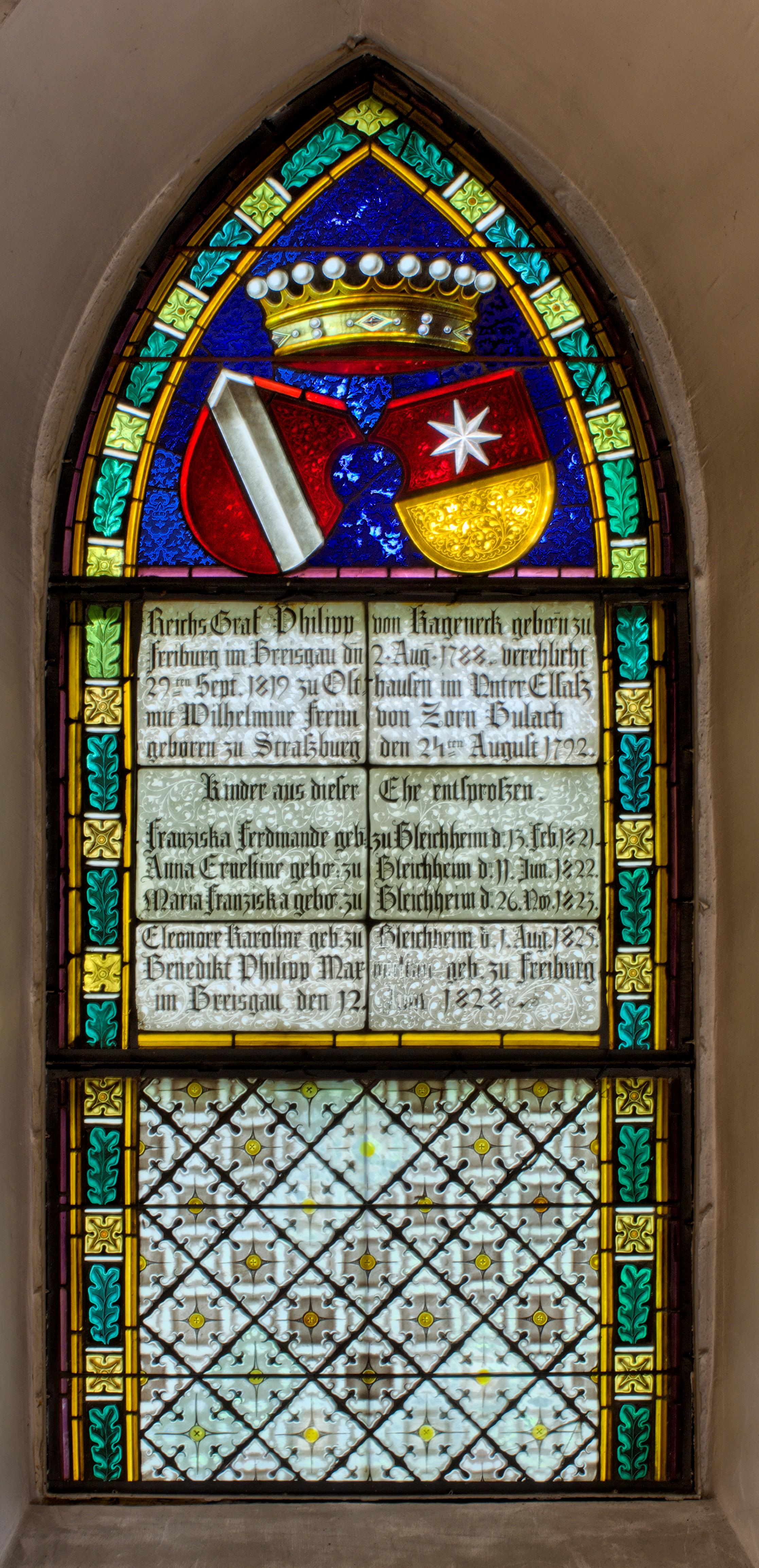
Rechts hinten
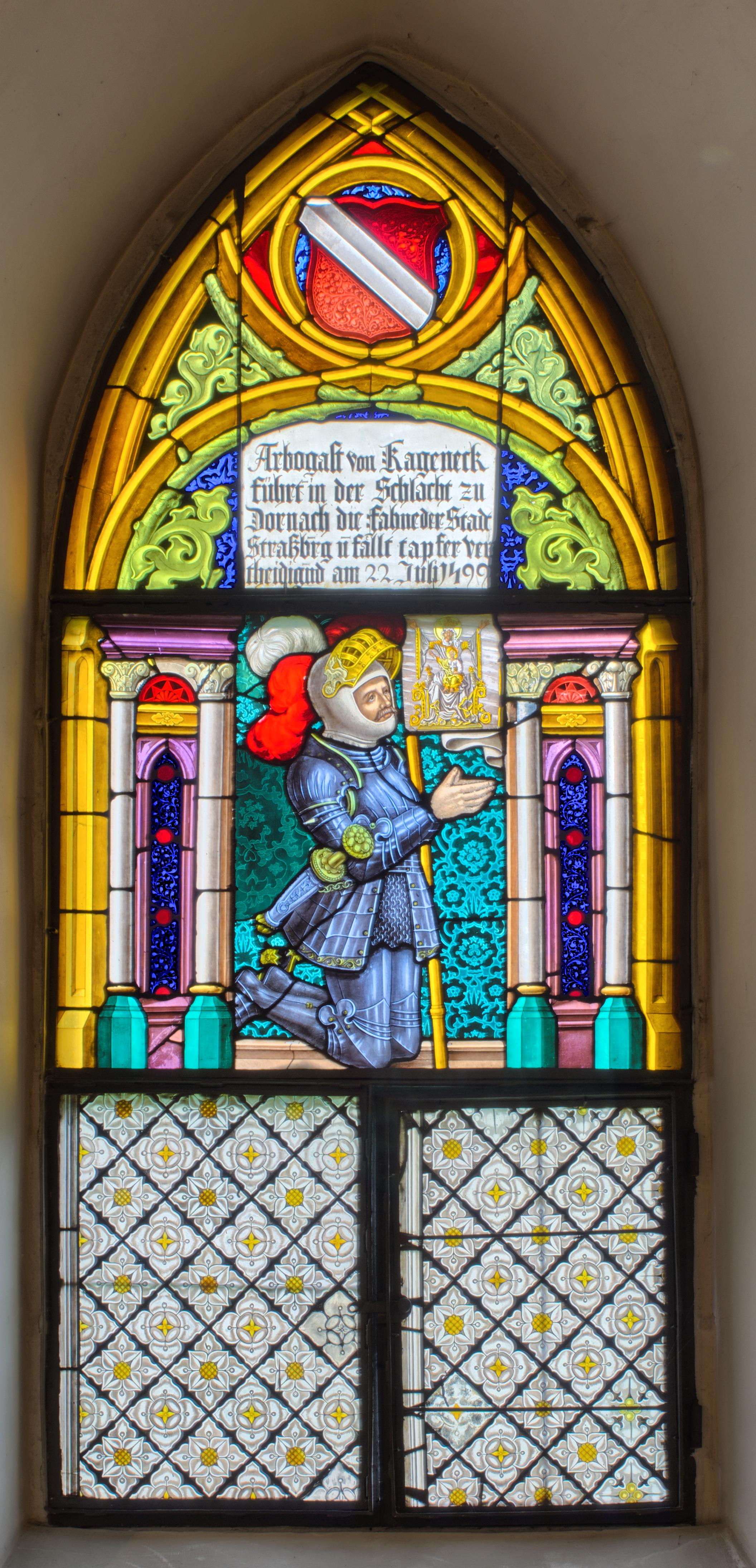
Links vorn
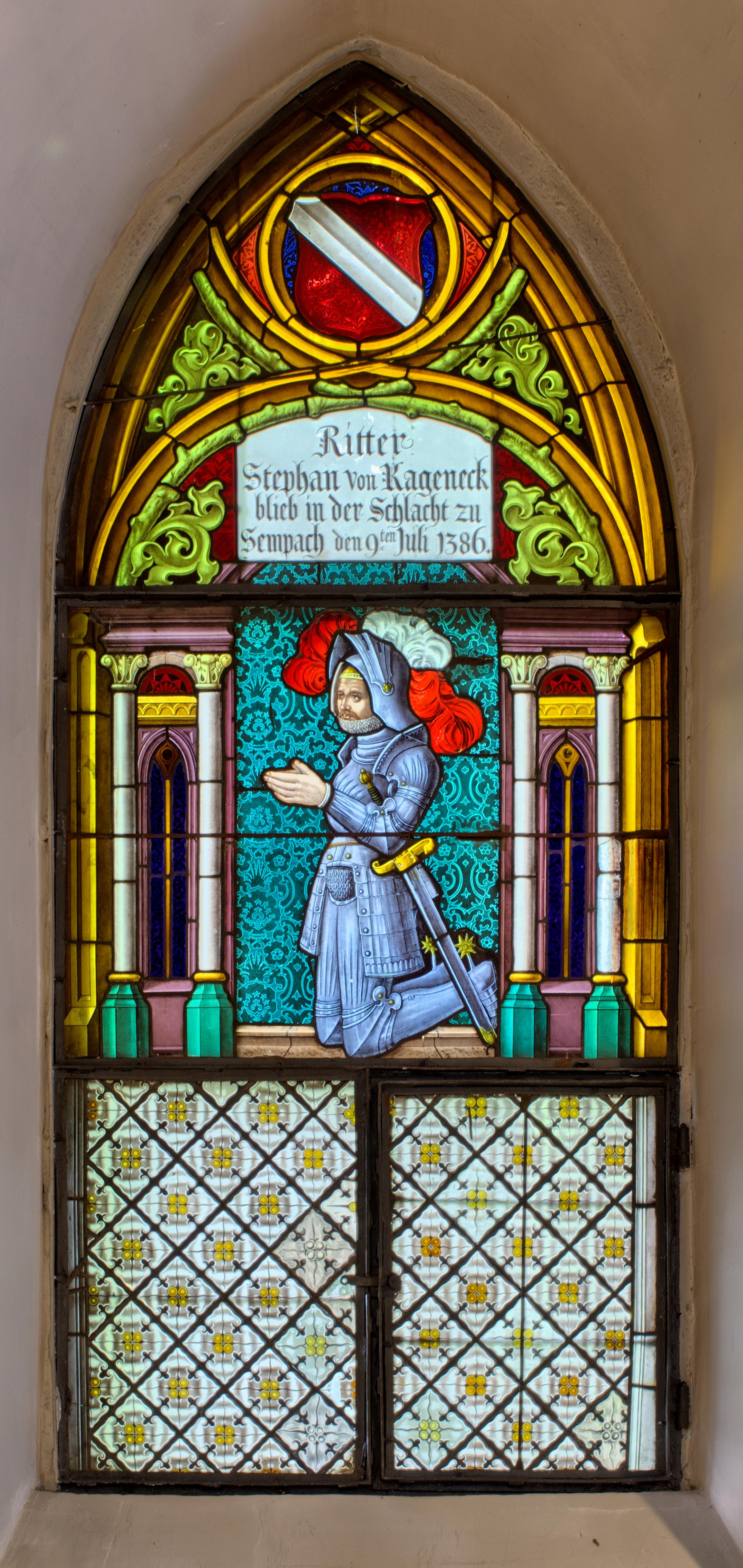
Rechts vorn

Die Glasfenster in den Seitenwänden schuf der aus Breitnau stammende Lorenz Helmle (1783–1849), der mit seinem Bruder Andreas Helmle (1784–1839) auch mehrere Fenster im Freiburger Münster gestaltet hat. Alfred Erhart, Kunsterzieher am Kolleg St. Sebastian ab 1972, schrieb: „Er und sein Bruder Andreas gehörten zu den ersten, die im Zeitalter der Romantik die seit dem 16. Jahrhundert vergessene Kunst der Glasmalerei wiederentdeckten. Inhaltlich bringen die Fenster eine Kurzfassung der Familiengeschichte des Schloßherrn, wie es sich für eine herrschaftliche Kapelle gehört. Gewisse technische Unvollkommenheiten, verbunden mit größter Sorgfalt im Detail, verleihen den Fenstern einen besonderen Reiz.“ Die Stegener Fenster fehlen in dem Werkverzeichnis der Helmles von Daniel Parello.

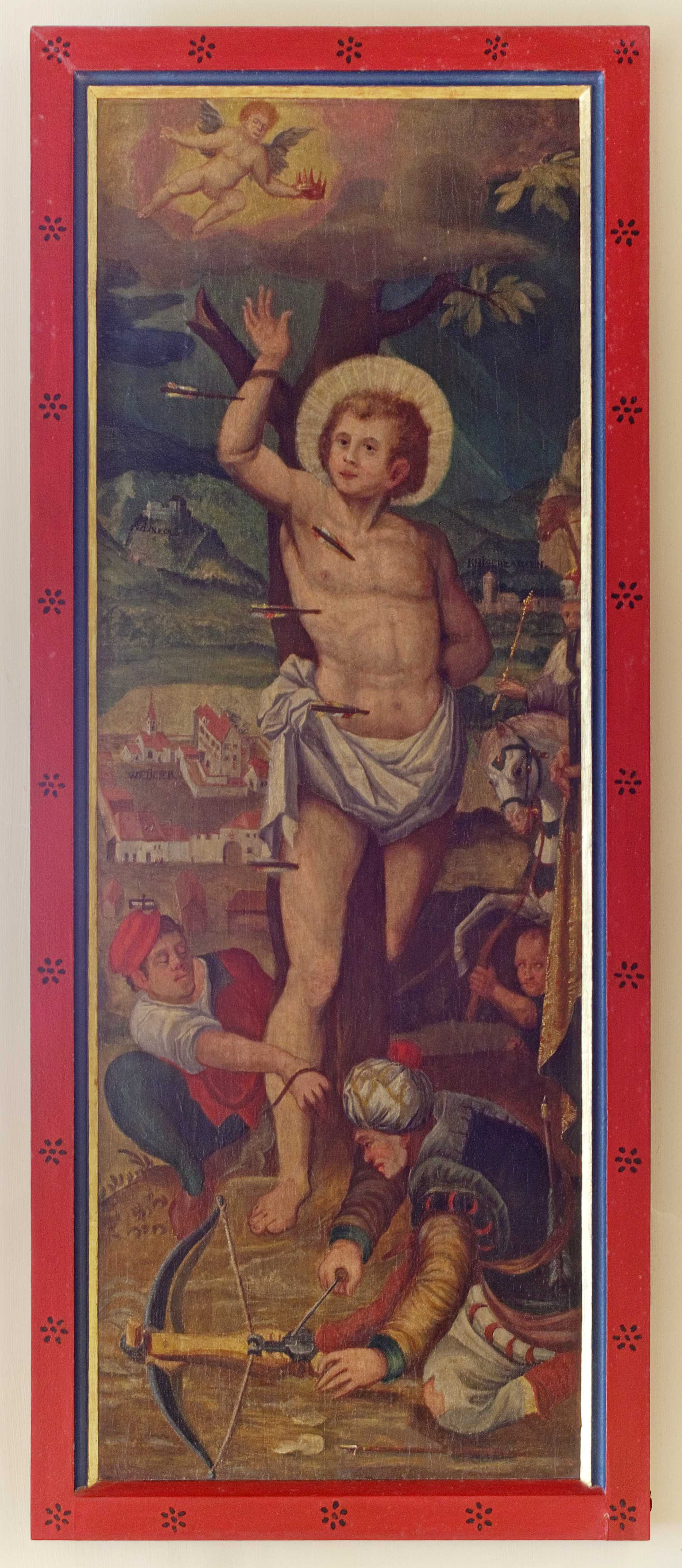
Sebastianstafel

Das Fenster links hinten im Schiff, wie alle vom Kageneckschen Wappen gekrönt, berichtet über die Renovierung: „Die Restauration und Neubauten dieses Weylers begannen 1841, wurden vollendet 1843, unter dem Grafen Philipp v. Kageneck, und der Leitung des Herrschaftlichen Schaffners Matthias Heizler von Stegen.“ Lorenz Helmle hat das Fenster rechts unten signiert. Das Fenster gegenüber zählt die Familie Philipp Joseph von Kagenecks auf. Die Fenster vorn im Schiff zeigen kniende Ritter in Rüstung, links Arbogast von Kageneck, gefallen 1499 in der Schlacht bei Dornach, rechts Stephan von Kageneck, gefallen 1396 in der Schlacht bei Sempach, beides Schlachten im Konflikt zwischen der Schweizerischen Eidgenossenschaft und den Habsburgern.
Das westliche Rundfenster enthält ein Lamm Gottes von Benedikt Schaufelberger (1929–2011), ebenfalls Kunsterzieher am Kolleg St. Sebastian.
Vorn rechts im Schiff bezeichnet ein Kreuz im Boden die Gruft, in der Maria Franz Xaver Philipp von Kageneck und seine Frau Catharina Wilhelmine ruhen. In eine Steintafel an der Wand darüber ist unter den Wappen und den Wahlsprüchen „IN VALORE VIRTUS“ – „GOTT WALTET“ eingeschrieben: „HIER RUHEN IN GOTT FRANZ XAVER REICHSGRAF VON KAGENECK KGL BAYR ORDENSRITTER DES HL GEORG GEB ZV FREIBVRG 19 JVLI 1860 GEST ZV WEYLER 30 MAI 1895 VND SEINE GEMAHLIN WILHELMINE REICHSGRAEFIN VON KAGENECK GB GRAEFIN VON LINDEN GEB ZV NUERNBERG 21 JUNI 1863 GEST ZV BADEN 25 MAERZ 1926 † RJP.“

### Bewegliche Ausstattung
Das einzige originär zur Kapelle gehörende mittelalterliche Stück der beweglichen Ausstattung ist eine Altartafel aus der ersten Hälfte des 16. Jahrhunderts. Sie hängt links vorn im Schiff und zeigt den heiligen Sebastian, wie er, nur mit einem Lendentuch bekleidet und von fünf Pfeilen gespickt, an einen Baumstamm gebunden steht. Zu seinen Füßen hantieren Schergen in Landsknechttracht, während von rechts, stark beschnitten, ein Zepterträger auf einem Schimmel heranreitet. Von oben schwebt ein Engel mit einer roten Märtyrerkrone. Zu Seiten aber hat der Maler drei Dreisamtäler Orte platziert, jeweils mit ihren Namen bezeichnet: rechts Kirchzarten, links oben die östlich von Stegen gelegene Burg Wiesneck und links unten Schloss Weiler im Mittelalter-Aspekt.
Die Altäre sind Kompositionen des 19. Jahrhunderts. „Wie geschildert hatten die beiden Brüder Franz Xaver und Philipp Ernst von Kageneck […] im Jahre 1894 mit großem Geschmack aus dem Kunsthandel in München Plastiken und Tafelmalereien unterschiedlicher Provenienz und Güte, aber alle aus der Zeit um 1500, aufgekauft und diese, ergänzt durch neugotische Zutaten wie Ranken- und Fialenwerk, zu dem beeindruckenden Ganzen der drei Schreinaltäre zusammenfügen lassen, die wir heute noch vor uns haben.“

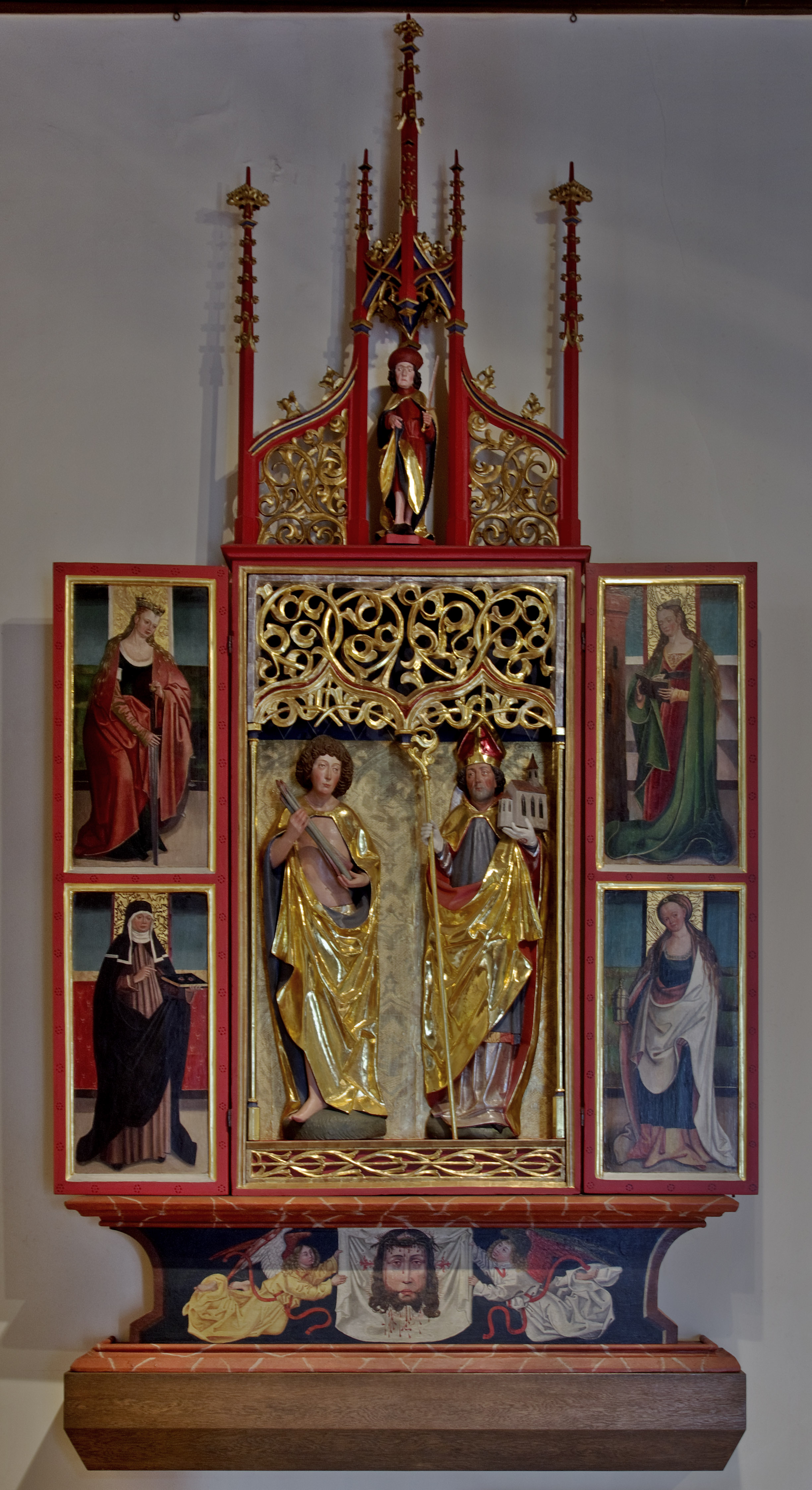
Linker Seitenaltar
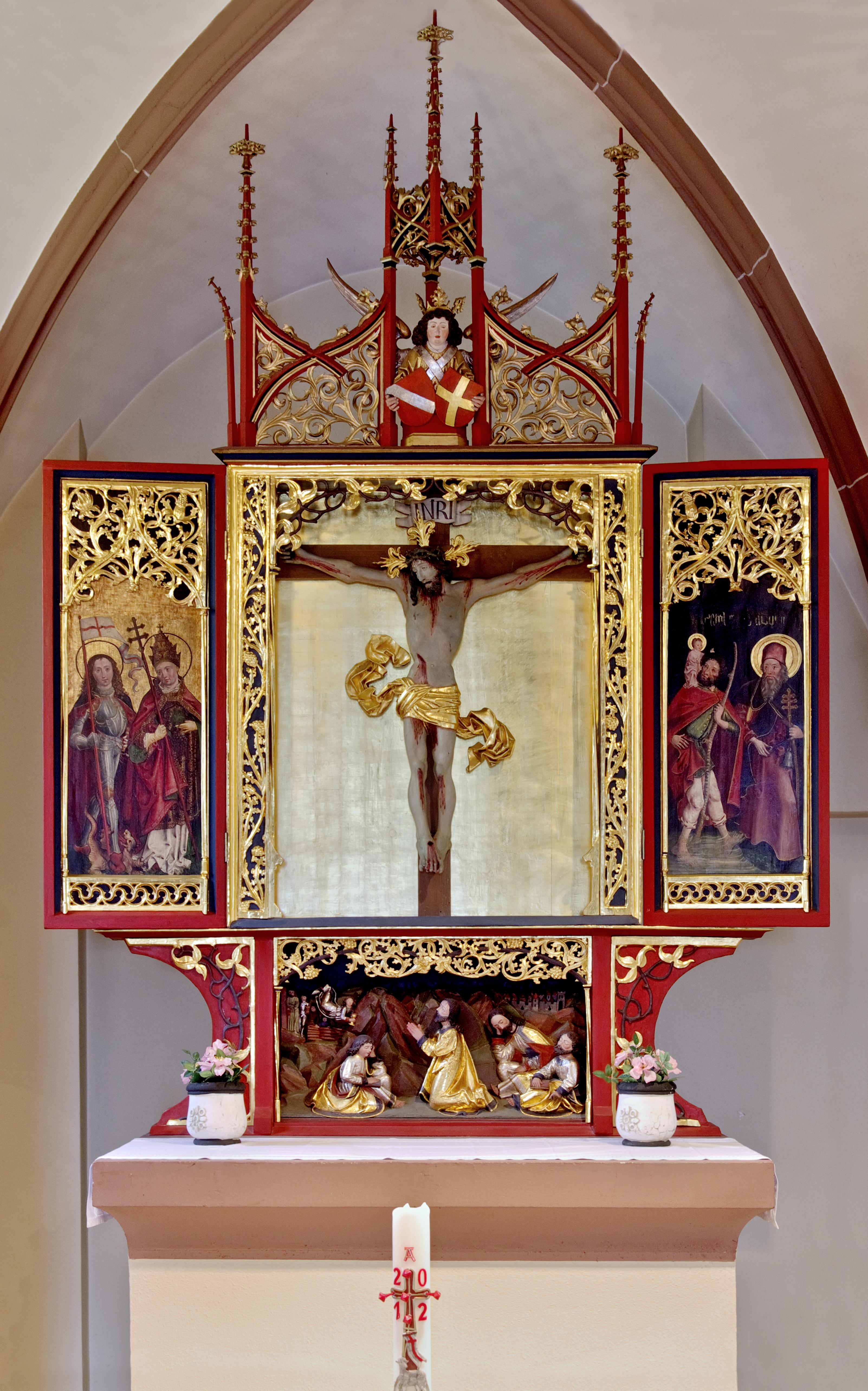
Hochaltar
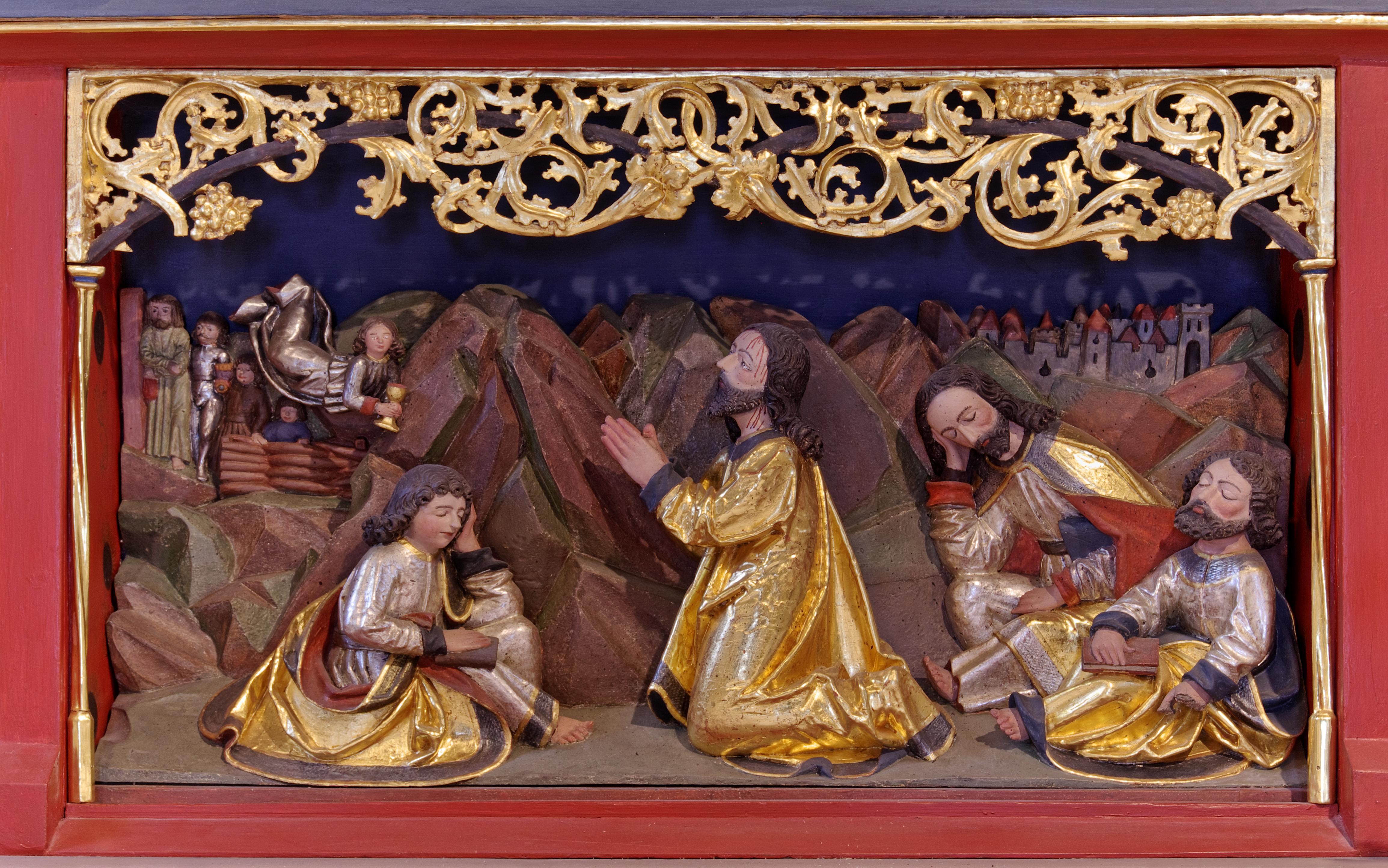
Predella des Hochaltars
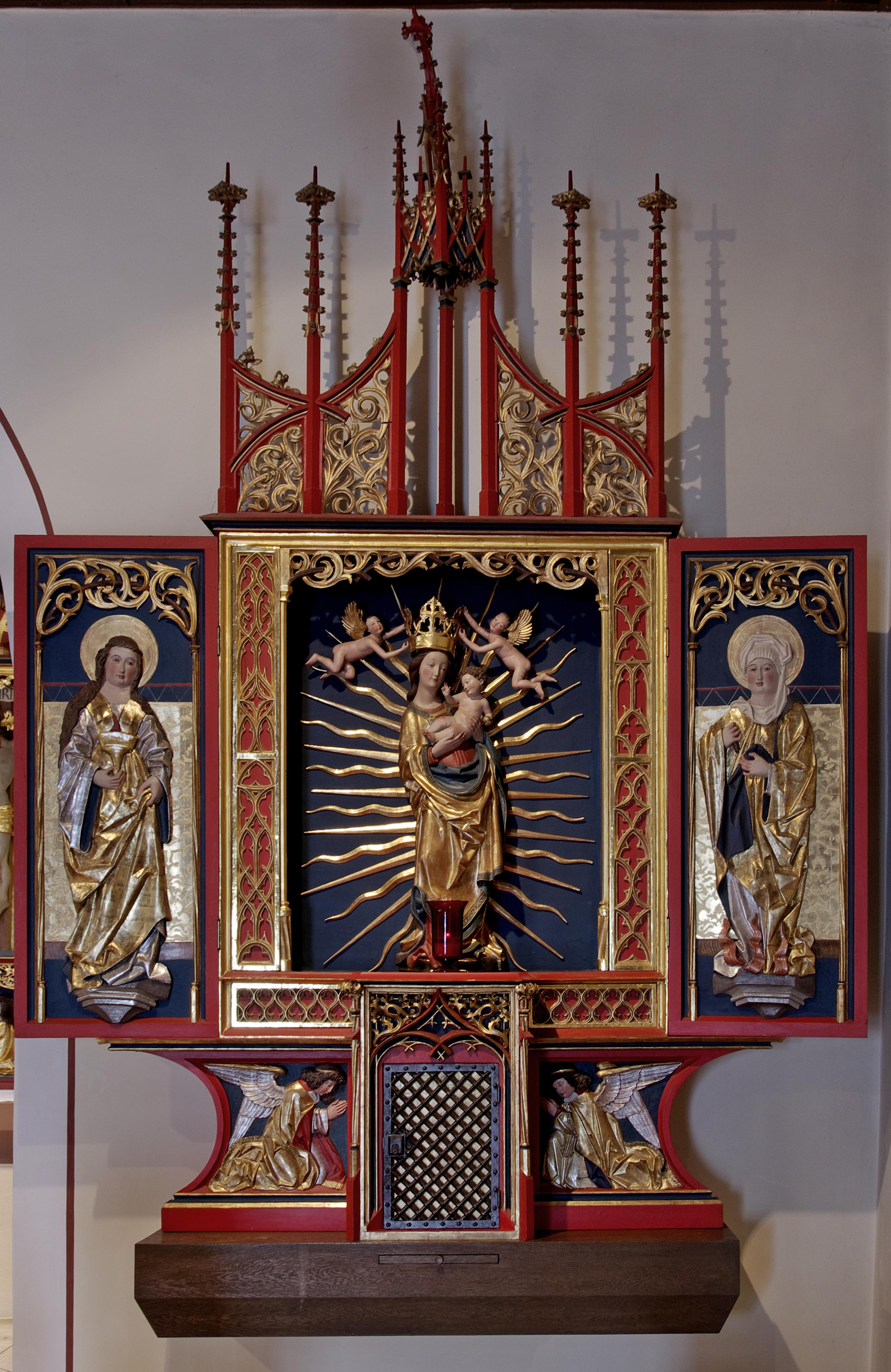
Rechter Seitenaltar

Der linke Seitenaltar zeigt im Schrein als Skulpturen ein weiteres Mal Sebastian, daneben den heiligen Bischof Wolfgang von Regensburg mit Bischofsstab und Kirchenmodell, auf den Vorderseiten der gemalten Flügel links die heilige Katharina von Alexandrien mit Schwert und Rad und die heilige Odilia mit zwei Augen auf einem Buch, rechts die heilige Barbara von Nikomedien mit ihrem Turm und die heilige Maria Magdalena mit ihrem Salbgefäß. Die Rückseiten sind ebenfalls bemalt. Auf der Predella halten Engel das Schweißtuch der Veronika.
Im Schrein des rechten Seitenaltars krönen zwei geflügelte Putten eine fast vollplastische Madonna. Die Flügel zeigen in Reliefs links eine Heilige mit einer Öllampe, rechts die heilige Afra von Augsburg auf einem brennenden Holzstoß. Die Predella mit dem Tabernakel und zwei Engeln ist Zutat des 19. Jahrhunderts. Falls die Heilige mit der Öllampe Lucia von Syrakus meint, wäre das in der deutschen Kunst singulär. „Welchen Sinn die Lampe als Attribut der heiligen Lucia hat, kann nicht zweifelhaft sein. Sie ist redendes Attribut, bildliche Darstellung ihres Namens (Lucia = Lux).“
Im Schrein des Hauptaltars steht „das ausdrucksstarke Schnitzbild des Gekreuzigten, dessen Lendentuch bewegt in verschiedene Richtungen ausschwingt“. Die gemalten Flügel zeigen von links nach rechts die Heiligen Georg, den Drachen besiegend, Papst Urban I. mit Tiara und Weintrauben, Christophorus, das Jesuskind tragend, und Antonius den Großen mit einem Buch und an seinem Stab einem Glöckchen. Die Predella enthält eine Ölberggruppe.